# Saint-Germain-l’Herm
Saint-Germain-l’Herm település Franciaországban, Puy-de-Dôme megyében. Lakosainak száma 488 fő (2022. január 1.). Saint-Germain-l’Herm Aix-la-Fayette, Chambon-sur-Dolore, Fayet-Ronaye, Fournols, Peslières, Saint-Bonnet-le-Bourg, Saint-Bonnet-le-Chastel, Sainte-Catherine, Saint-Genès-la-Tourette és Le Vernet-Chaméane községekkel határos.

## Népesség
A település népessége az elmúlt években az alábbi módon változott:
| Lakosok száma | 484  | 489  | 519  | 487  | 486  | 483  | 485  | 487  | 488  |
|               | 2013 | 2015 | 2016 | 2017 | 2018 | 2019 | 2020 | 2021 | 2022 |